# Megapodius laperouse
Megapodius laperouse е вид птица от семейство Megapodiidae. Видът е застрашен от изчезване.

## Разпространение
Видът е разпространен в Палау и Северни Мариански острови.